# Balközép Párt
A Balközép Párt a korábbi Határozati Párt tagjaiból  alakult Tisza Kálmán és köre vezérletével, s nézetrendszerében is azonos volt vele. Magyarország teljes függetlenségének elérését tűzte ki célul, politikai úton.

## Története

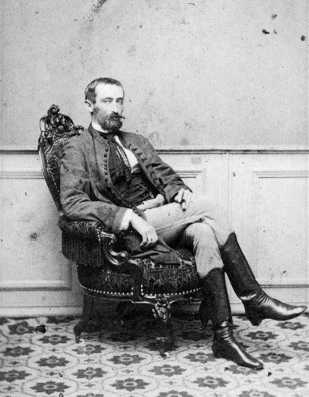
Tisza Kálmán 1865-ben

1865-ben Ausztria folyamatos katonai kudarcai hatására kénytelen volt a négy évvel korábban, 1861. augusztus 22-én betiltott Magyar Országgyűlést ismét összehívni, hogy egy esetleges újabb magyar forradalmat elkerüljön. Ennek apropóján szerveződött újra az 1848-asok pártja, melynek radikális szárnya 1861-hez hasonlóan ismét önállóan indult a választásokon, Szélsőbal néven.
A Tisza Kálmán vezette politikai formáció az 1865-ös választásokon ellenzékbe szorult, így a kibontakozó kiegyezési tárgyalásokon is kisebb szerephez jutott.
A folyamatos belső feszültségek megalakulása óta gyengítették a Balközepet; a radikális frakció már eleve önállóan indult a választásokon, ahogy korábban is, hogy aztán 1868 áprilisában végleg kiváljon, s önálló párttá alakuljon Szélsőbal néven (ők később Országos 1848-as Párt-ra változtatták nevüket).
Tisza még abban az évben az úgynevezett Bihari pontokban új politikai irányt szabott pártjának, mely a várt egységesedés helyett tovább bomlasztotta a szervezetet. Az elkövetkező években folyamatosan léptek ki a pártból azon tagok, akik nem értettek egyet Tisza Deák-párthoz közeledő politikájával (pl: Elvhű Balközép). Ghyczy Kálmán, a Balközép egyik prominens vezetője is kilépett, s megalapította a Középpártot, hogy azon keresztül közvetítsen a két szervezet (Deák és Tisza) között.
A Balközép Párt maradéka végül 1875. március 1-jén fuzionált a Deák-párttal, s együtt létrehozták a Szabadelvű Pártot, mely aztán egészen 1905-ig töretlenül kormányozhatta az országot. Tisza az új párt elnöke lett, a két nappal később, március harmadikán alakult Wenckheim-kormányban pedig belügyminiszteri posztot kapott. Wenckheim október 20-iki lemondásával Tisza még 1875-ben miniszterelnök lett, a Szabadelvű Párt pártelnöki tisztségét pedig Gorove István vette át.

## Országgyűlési választási eredmények
| Választások | Szavazatok száma | Szavazatok aránya | Mandátumok száma | Mandátumok aránya | Parlamenti szerepe |
| ----------- | ---------------- | ----------------- | ---------------- | ----------------- | ------------------ |
| 1865-ös1    | ?                | ?                 | 100              | 23%               | ellenzék           |
| 1869-es     | ?                | ?                 | 116              | 30%               | ellenzék           |
| 1872-es     | ?                | ?                 | 116              | 27,17%            | ellenzék           |

1: Bár hivatalosan ekkor még a párt része volt, a radikális szárny Szélsőbal néven önállóan indult a választásokon, s 20 mandátumot szerzett